# Radium Springs (Novo México)
Radium Springs é uma Região censo-designada localizada no estado norte-americano de Novo México, no Condado de Doña Ana.

## Demografia
Segundo o censo americano de 2000, a sua população era de 1518 habitantes.

## Geografia
De acordo com o United States Census Bureau tem uma área de 15,6 km², dos quais 15,6 km² cobertos por terra e 0,0 km² cobertos por água.

## Localidades na vizinhança
O diagrama seguinte representa as localidades num raio de 28 km ao redor de Radium Springs.